# Boby na Zimních olympijských hrách 1924
Na zimních olympijských hrách v Chamonix probíhala také soutěž čtyřsedadlových bobů. Podle tehdejších pravidel však bylo na výběru posádky, zda budou jízdy absolvovat v počtu čtyř nebo pěti závodníků. Závodilo se na přírodní dráze Les Pellerins. Tato dráha byla 1464,97 m dlouhá a obsahovala 16 zatáček. Výškový rozdíl mezi startem a cílem byl 156,29 m.
Na startu bylo 9 bobů a 39 závodníků. Původně bylo přihlášeno více posádek, ale během tréninků byly nuceny některé posádky díky haváriím odstoupit. Argentinští bobisté dokonce skončili po tréninku v nemocnici a nemohli se ani zúčastnit slavnostního nástupu. Stali se tak první obětí zimních olympijských her v jejich historii. Vedle nich po tréninku k vlastní soutěži nenastoupily ani posádky USA, Švédska a Lucemburska.
Kvalita závodů trpěla probíhající oblevou. První bob Švýcarska, řízený Charlesem Stoffelem a nazývaný Kismet, byl favoritem závodu. Při první jízdě však havaroval a odstoupil ze závodu. Podobně dopadly druhé boby Francie a Itálie. Eduard Scherrer (Švýcarsko II) se svým bobem zajel třikrát nejlepší čas. Scherrerův bob, který nazval Acrobate, byl výhodný svými extrémně širokými sanicemi a dosahoval rychlosti až 70,2 km/h. Soutěž byla zároveň prvním mistrovstvím světa v bobovém sportu.
Paul van den Broeck a Victor Verschueren (oba z prvního belgického bobu) se také zúčastnili hokejového turnaje. Henri Aldebert a Gerards André (oba z prvního francouzského bobu) byli také členy bronzového francouzského curlingového týmu.

## Medailové pořadí zemí
| Pořadí | Země                 | Zlato | Stříbro | Bronz | Celkově |
| ------ | -------------------- | ----- | ------- | ----- | ------- |
| 1.     | Švýcarsko (SUI)      | 1     | 0       | 0     | 1       |
| 2.     | Velká Británie (GBR) | 0     | 1       | 0     | 1       |
| 3.     | Belgie (BEL)         | 0     | 0       | 1     | 1       |
|        | Celkem               | 1     | 1       | 1     | 3       |

## Medailisté

### Muži
| Disciplína | Zlato                                                                                  | Výkon   | Stříbro                                                                                   | Výkon   | Bronz | Výkon   |
| ---------- | -------------------------------------------------------------------------------------- | ------- | ----------------------------------------------------------------------------------------- | ------- | --- | ------- |
| čtyřbob    | Švýcarsko (SUI) · Eduard Scherrer · Alfred Neveu · Alfred Schläppi · Heinrich Schläppi | 5:45,54 | Velká Británie (GBR) · Ralph Broome · Thomas Arnold · Alexander Richardson · Rodney Soher | 5:48,83 | Belgie (BEL) · Charles Mulder · René Mortiaux · Paul van den Broeck · Victor Verschueren · Henri Willems | 6:02,29 |